# Paul Shipton
Paul Shipton (* 15. Juni 1963 in Manchester) ist ein britisch-US-amerikanischer Schriftsteller.

## Leben
Paul Shipton besuchte das Emmanuel College in Cambridge und studierte an der Manchester University. Danach unterrichtete er in Istanbul und Großbritannien Englisch als Fremdsprache. In dieser Zeit veröffentlichte er sein erstes Buch Zargon Zoo.
Paul Shipton lebt mit seiner Frau und den beiden Töchtern in den USA. Eines seiner bekanntesten Werke ist Die Wanze.

## Preise
- 2001: Buch des Monats (Institut für Jugendliteratur) für Heiße Spur in Dixies Bar
- 2002: Österreichischer Staatspreis für Kinder- und Jugendliteratur für Heiße Spur in Dixies Bar
- 2005: JuBu Buch des Monats für Schwein gehabt, Zeus
- 2006: Nestlé Smarties Book Prize (Bronze in der Kategorie 9–11) für Schwein gehabt, Zeus

## Werke
- Bug Muldoon and the garden of fear. Wanze Muldoon und der Garten der Angst. Puffin Books, London 1997, ISBN 0-14-038080-9.
- Drei auf der Flucht. Ein Affenabenteuer („The mighty skink“). Fischer, Frankfurt/M. 2003, ISBN 3-596-85035-5.
- Heiße Spur in Dixies Bar. Ein neuer Fall für die Wanze  („Bug Muldoon and the killer in the rain“). Fischer, Frankfurt/M. 2003, ISBN 3-596-80364-0.
- Schwein gehabt, Zeus („The Pig Scrolls“). Nagel & Kimche, München 2005, ISBN 3-312-00953-7.
- Die Wanze, ein Insektenkrimi („Bug Muldoon“). Fischer Taschenbuch Verlag, Frankfurt/M. 2004, ISBN 3-596-50878-9.
- Ein Schwein rettet die Welt. Fischer Schatzinsel,10.2008, ISBN 3-596-80778-6.
- Zargon Zoo. Macmillan Heinemann, Oxford 1991.
- "Mr Bean's" Holiday. Scholastic 2007, ISBN 978-1905775064.